# Durfort (Tarn)
Durfort (okzitanisch: Durfòrt) ist eine französische Gemeinde mit 253 Einwohnern (Stand: 1. Januar 2022) im Département Tarn in der Region Okzitanien (vor 2016 Midi-Pyrénées). Die Gemeinde gehört zum Arrondissement Castres und ist Mitglied im Gemeindeverband Communauté de communes Aux sources du Canal du Midi. Die Bewohner werden Durfortois und Durfortoises genannt.

## Geografie

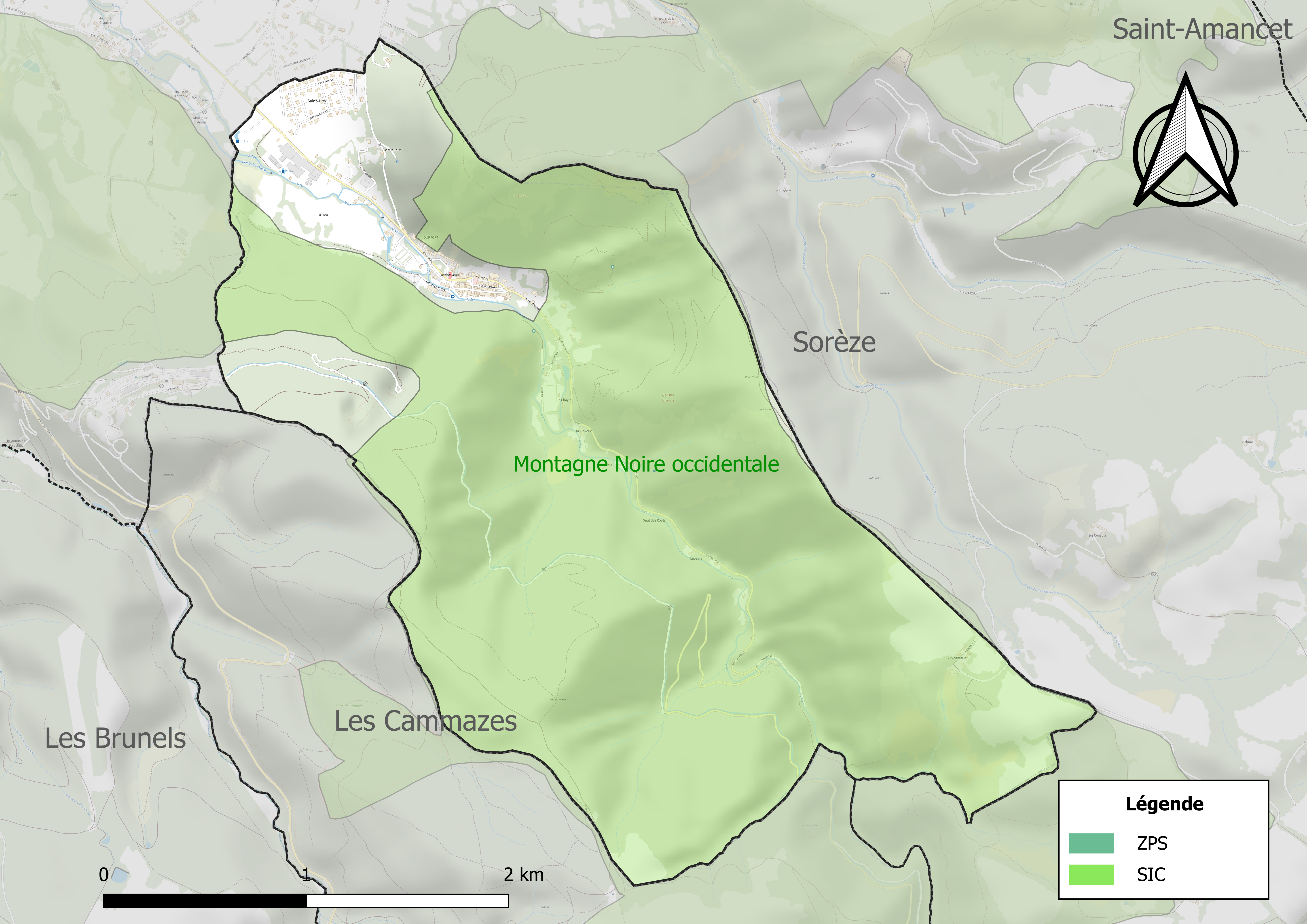
Natura 2000-Schutzgebiet in Durfort

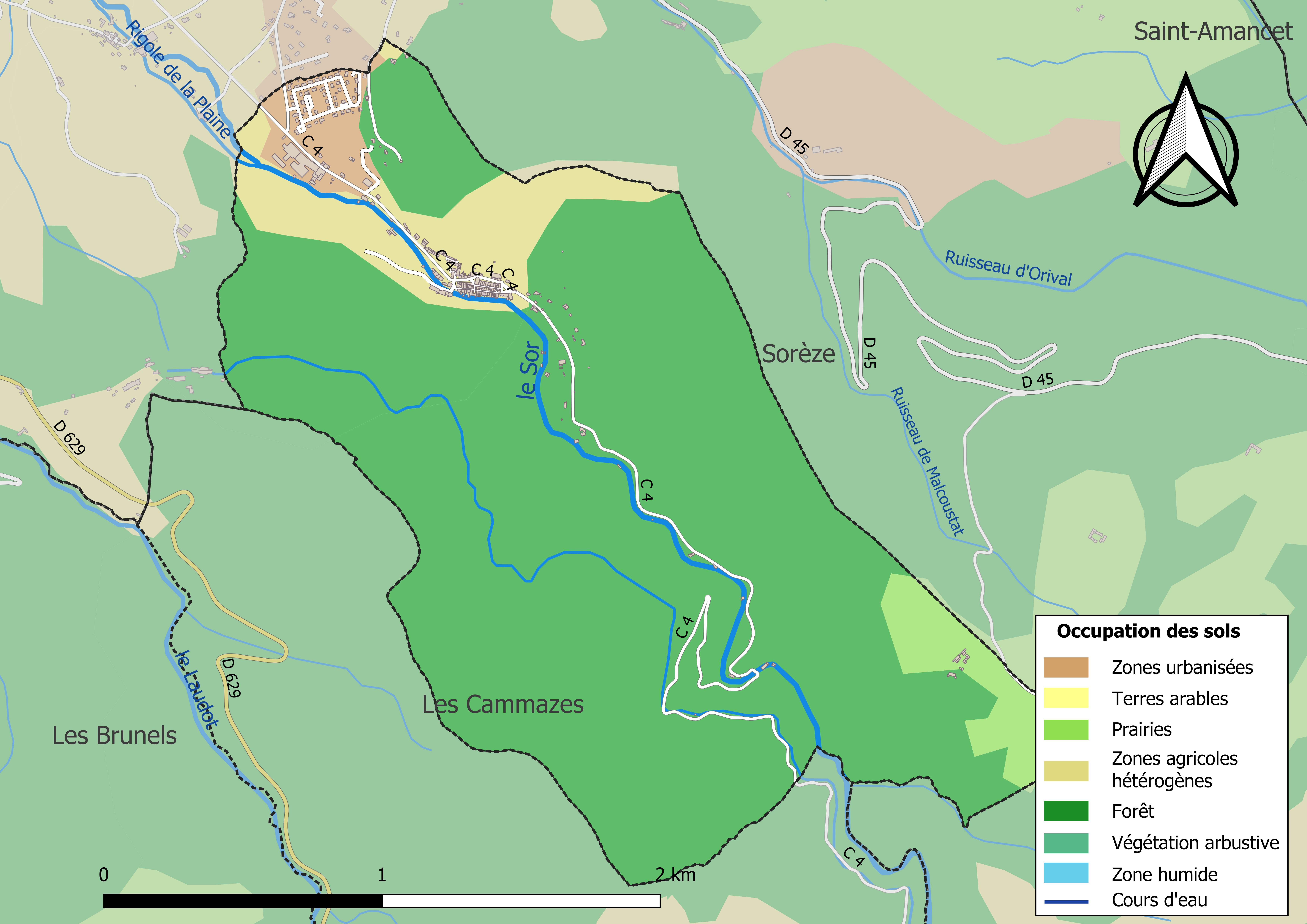
Bodennutzung, Hydrografie und Infrastruktur der Gemeinde (2018)

Durfort befindet sich in der historischen Landschaft des Lauragais am südlichen Rand des Départements, etwa 34 Kilometer nordnordwestlich von Carcassonne und etwa 54 Kilometer ostsüdöstlich von Toulouse. Durfort liegt im Regionalen Naturpark Haut-Languedoc in der Montagne Noire. Das Zentrum von Durfort liegt im Tal des Sor auf etwa 280 m, das Gelände steigt im Südosten bis auf 660 m an.
Durfort befindet sich im Einzugsgebiet der Garonne und wird neben dem Sor von der Rigole de la plaine und von zwei kleineren Bächen entwässert. Der Sor durchquert das Gebiet von Südost nach Nordwest. Die Rigole de la plaine ist ein Kanal, der im Nordwesten aus dem Wasser des Sor gespeist wird.
Das Gebiet von Durfort ist Teil des insgesamt 1915 Hektar großen, im Jahre 2018 ins Leben gerufenen Natura 2000-Schutzgebiets „Montagne Noire occidentale“ (FR7300944) und von drei ZNIEFF-Naturzonen. Etwa 85 % der Fläche der Gemeinde sind bewaldet oder naturbelassen, etwa 12 % werden landwirtschaftlich genutzt.
Umgeben wird Durfort von den beiden Nachbargemeinden:
|  | Sorèze                                      |
|  | Kompassrose, die auf Nachbargemeinden zeigt |
|  | Les Cammazes                                |

## Geschichte

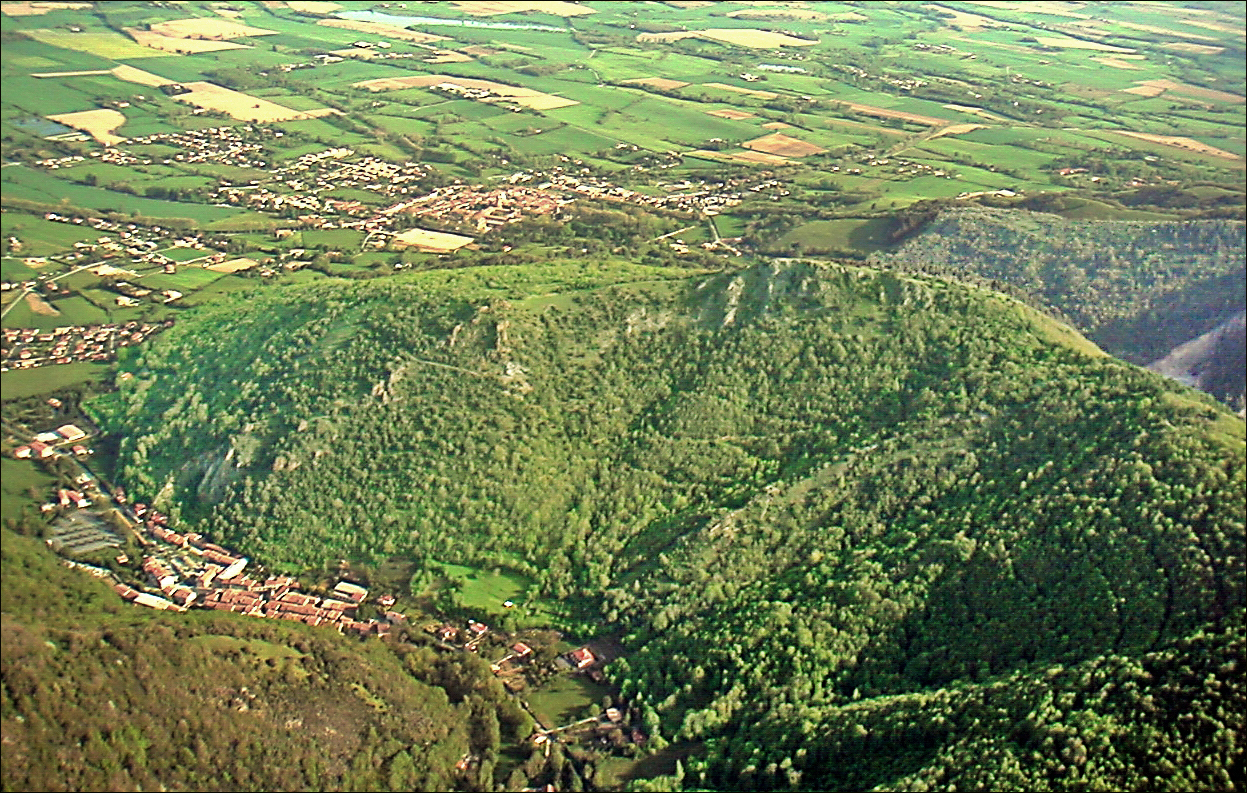
Luftbild Oppidum de Berniquaut

Der Nordhang des Tals weist Spuren einer sehr alten menschlichen Besiedlung auf, insbesondere auf dem Bergrücken. Die Höhen waren von der Urgeschichte bis zum Mittelalter bewohnt. Das Oppidum von Berniquaut wurde besiedelt, es gibt Ausgrabungsstätten und Höhlen, Spuren von Wagenrädern auf dem Weg, Stein mit Cup-and-Ring-Markierung. Als wahrscheinliche Folge der Pax Romana verließen die Menschen die Höhen, um näher an das Tal heranzukommen: Auf halber Höhe des Hangs sind die Ruinen von Castlar sehen, dem alten befestigten Dorf Durfort, das vom 12. bis 14. Jahrhundert bewohnt war. Das heutige Dorf entstand aus der Wirtschaftstätigkeit von Wassermühlen und Metallhammern für die Kupferverarbeitung entlang des Sor.

## Bevölkerungsentwicklung
| Durfort: Einwohnerzahlen von 1793 bis 2020                                                                                 | Durfort: Einwohnerzahlen von 1793 bis 2020 | Durfort: Einwohnerzahlen von 1793 bis 2020 | Durfort: Einwohnerzahlen von 1793 bis 2020 | Durfort: Einwohnerzahlen von 1793 bis 2020 |
| --- | ------------------------------------------ | ------------------------------------------ | ------------------------------------------ | ------------------------------------------ |
| Jahr |                                            |                                            |                                            | Einwohner                                  |
| 1793 | 1793                                       |                                            | 429                                        | 429                                        |
| 1800 | 1800                                       |                                            | 400                                        | 400                                        |
| 1806 | 1806                                       |                                            | 452                                        | 452                                        |
| 1821 | 1821                                       |                                            | 482                                        | 482                                        |
| 1831 | 1831                                       |                                            | 523                                        | 523                                        |
| 1836 | 1836                                       |                                            | 561                                        | 561                                        |
| 1841 | 1841                                       |                                            | 549                                        | 549                                        |
| 1846 | 1846                                       |                                            | 588                                        | 588                                        |
| 1851 | 1851                                       |                                            | 560                                        | 560                                        |
| 1856 | 1856                                       |                                            | 510                                        | 510                                        |
| 1861 | 1861                                       |                                            | 450                                        | 450                                        |
| 1866 | 1866                                       |                                            | 482                                        | 482                                        |
| 1872 | 1872                                       |                                            | 469                                        | 469                                        |
| 1876 | 1876                                       |                                            | 435                                        | 435                                        |
| 1881 | 1881                                       |                                            | 371                                        | 371                                        |
| 1886 | 1886                                       |                                            | 414                                        | 414                                        |
| 1891 | 1891                                       |                                            | 381                                        | 381                                        |
| 1896 | 1896                                       |                                            | 369                                        | 369                                        |
| 1901 | 1901                                       |                                            | 366                                        | 366                                        |
| 1906 | 1906                                       |                                            | 375                                        | 375                                        |
| 1911 | 1911                                       |                                            | 371                                        | 371                                        |
| 1921 | 1921                                       |                                            | 290                                        | 290                                        |
| 1926 | 1926                                       |                                            | 309                                        | 309                                        |
| 1931 | 1931                                       |                                            | 257                                        | 257                                        |
| 1936 | 1936                                       |                                            | 250                                        | 250                                        |
| 1946 | 1946                                       |                                            | 199                                        | 199                                        |
| 1954 | 1954                                       |                                            | 199                                        | 199                                        |
| 1962 | 1962                                       |                                            | 213                                        | 213                                        |
| 1968 | 1968                                       |                                            | 301                                        | 301                                        |
| 1975 | 1975                                       |                                            | 274                                        | 274                                        |
| 1982 | 1982                                       |                                            | 326                                        | 326                                        |
| 1990 | 1990                                       |                                            | 300                                        | 300                                        |
| 1999 | 1999                                       |                                            | 270                                        | 270                                        |
| 2006 | 2006                                       |                                            | 287                                        | 287                                        |
| 2013 | 2013                                       |                                            | 251                                        | 251                                        |
| 2020 | 2020                                       |                                            | 244                                        | 244                                        |
| Quelle(n): EHESS/Cassini bis 1999, INSEE ab 2006 Anmerkung(en): Ab 1962 offizielle Zahlen ohne Einwohner mit Zweitwohnsitz |                                            |                                            |                                            |                                            |

## Sehenswürdigkeiten
- Mittelalterliche befestigtes Dorf Castlar, seit 1996 als Monument historique eingeschrieben
- Oppidum von Berniquaut
- Pfarrkirche Saint-Étienne aus dem 16. Jahrhundert
- Kupfermuseum
- Klettersteig seit 2018

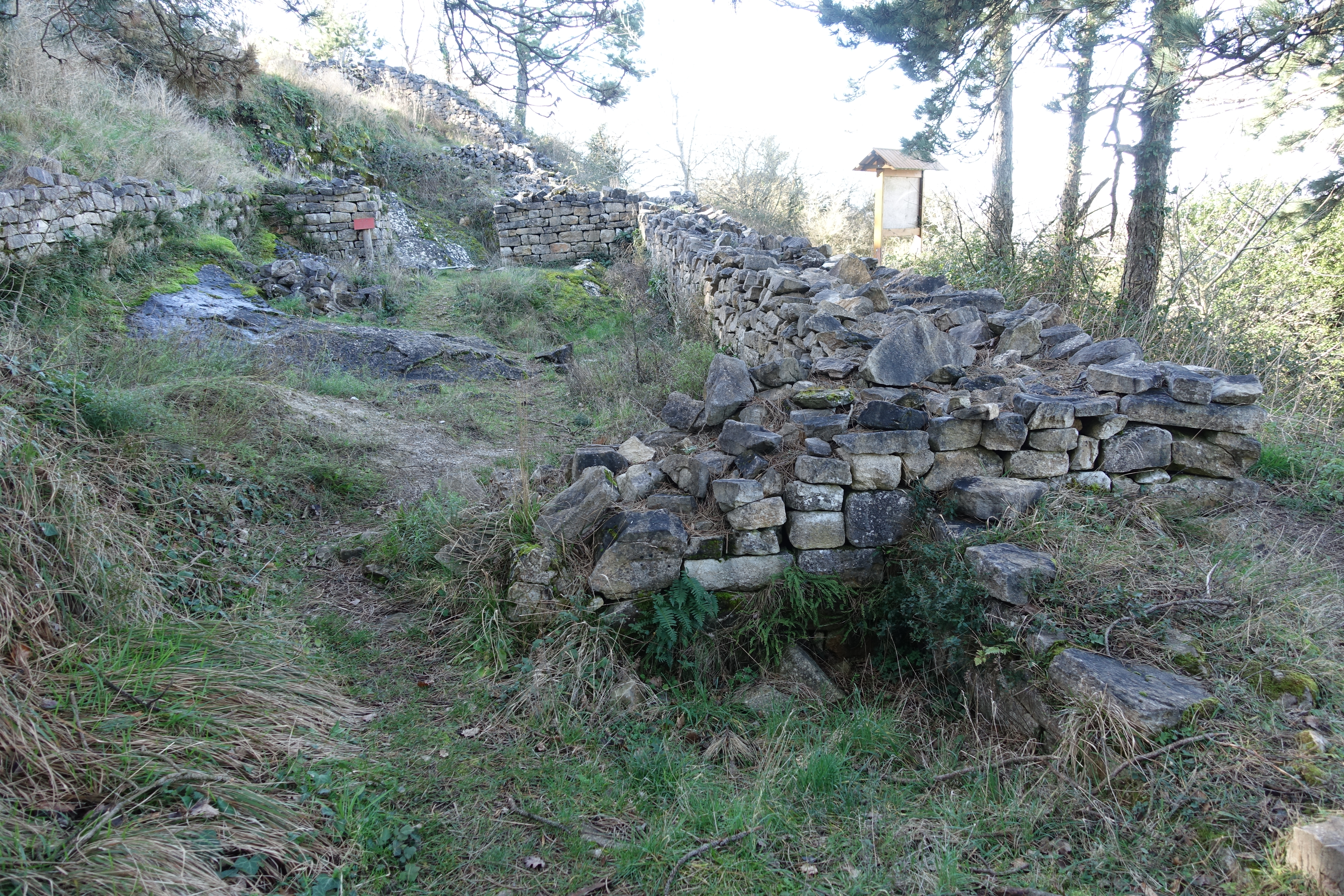
Reste des Oppidums von Berniquaut
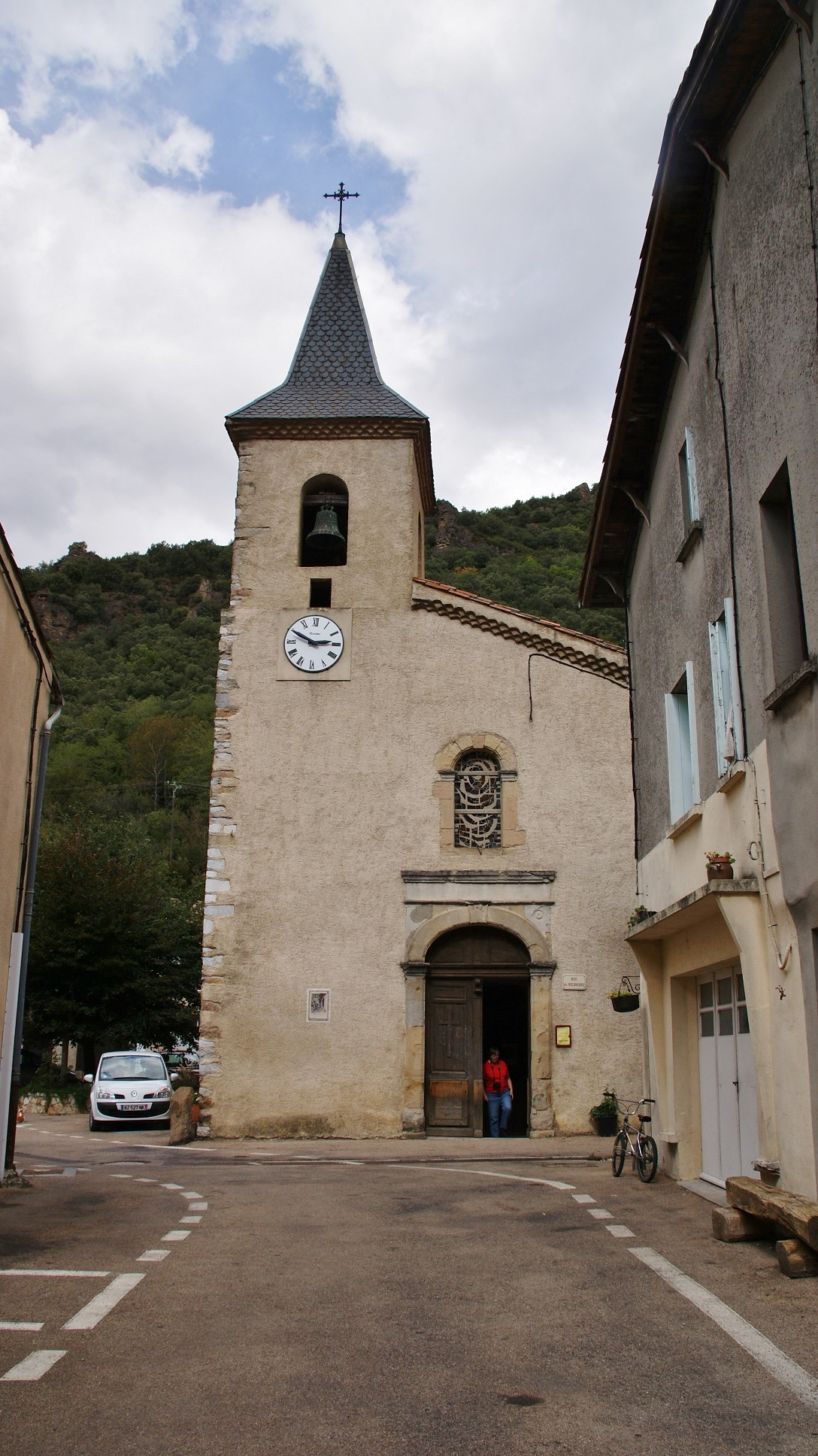
Pfarrkirche Saint-Étienne
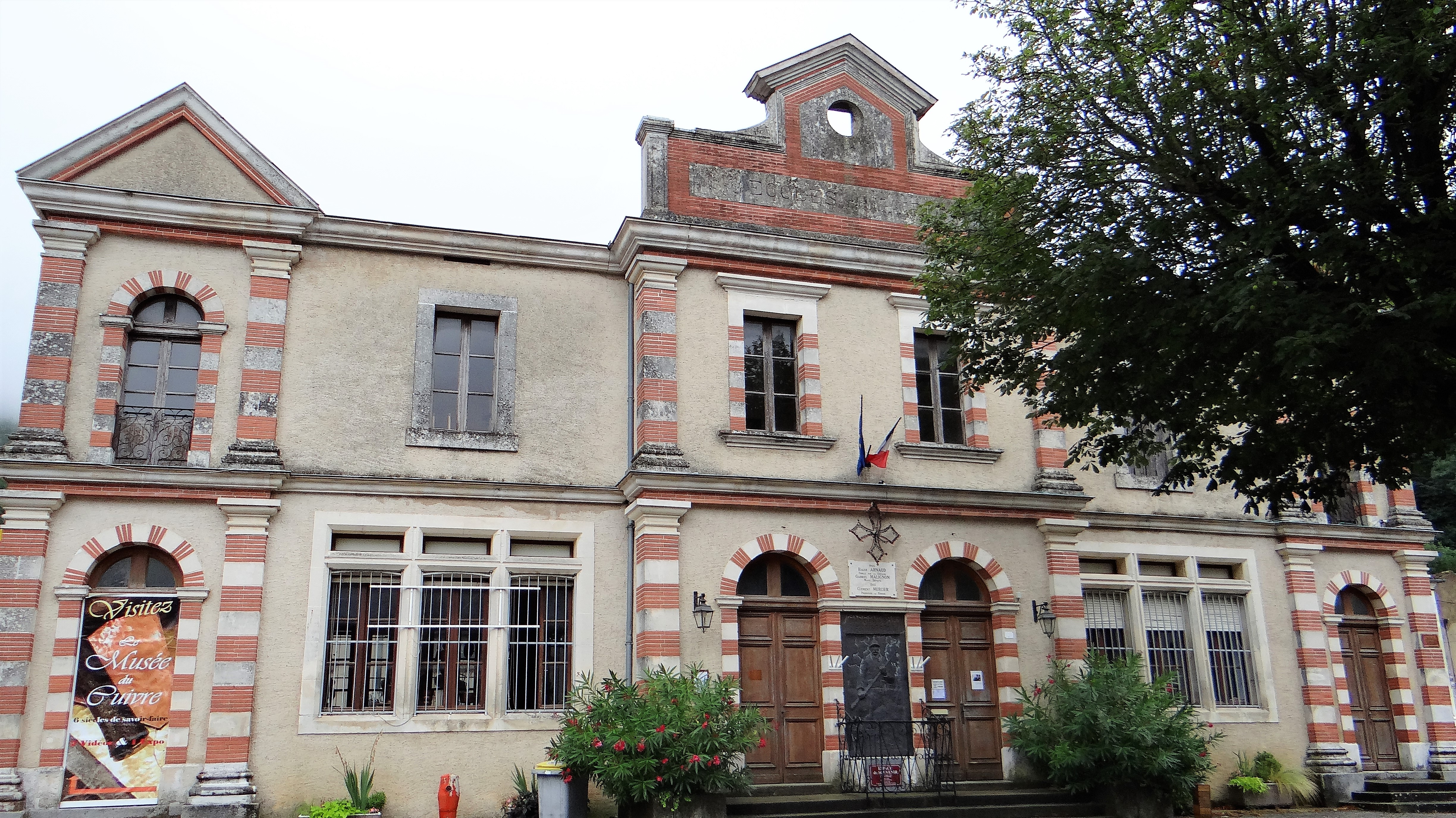
Mairie (Bürgermeisteramt)

## Verkehr
Durfort befindet sich fernab von großen Verkehrsachsen. Einzig die lokale Landstraße C4 windet sich durch das Sor-Tal und stellt die Verbindung zu Sorèze im Norden und zu Les Cammazes im Süden her.